# بریانا استوارت
بریانا استوارت (انگلیسی: Breanna Stewart؛ زادهٔ ۲۷ اوت ۱۹۹۴) بازیکن بسکتبال اهل ایالات متحده آمریکا است.
وی در مسابقات کشوری و بین‌المللی در مجموع برندهٔ ۳ مدال طلا، ۱ مدال نقره شده‌است.